# Zajar Petrov
Zajar Petrov (en ruso: Захаръ Петров; Lashma, 13 de mayo de 2002) es un deportista ruso que compite en piragüismo en la modalidad de aguas tranquilas.
Ganó dos medallas de oro en el Campeonato Mundial de Piragüismo de 2024 y una medalla de plata en el Campeonato Europeo de Piragüismo de 2024. Participó en los Juegos Olímpicos de París 2024, ocupando el cuarto lugar en las pruebas de C1 1000 m y C2 500 m.

## Palmarés internacional
| Campeonato Mundial | Campeonato Mundial      | Campeonato Mundial | Campeonato Mundial |
| Año                | Lugar                   | Medalla            | Competición        |
| ------------------ | ----------------------- | ------------------ | ------------------ |
| 2024               | Samarcanda (Uzbekistán) | Medalla de oro     | C2 1000 m          |
| 2024               | Samarcanda (Uzbekistán) | Medalla de oro     | C4 500 m mixto     |
| Campeonato Europeo |                         |                    |                    |
| Año                | Lugar                   | Medalla            | Competición        |
| 2024               | Szeged (Hungría)        | Medalla de plata   | C1 500 m           |